# Jacques N’Guea
Jacques N’Guea Enongué (1955. november 8. – Yaoundé, 2022. május 31.) kameruni válogatott labdarúgó.

## Pályafutása

### Klubcsapatban
1979 és 1982 között a Canon Yaoundé csapatában játszott. 1980-ban kameruni bajnoki címet szerzett és megnyerte a bajnokcsapatok Afrika-kupáját. 

### A válogatottban
1979 és 1984 között szerepelt a kameruni válogatottban. Részt vett az 1982-es világbajnokságon és tagja volt az 1984-ben Afrikai nemzetek kupáját nyerő válogatott keretének is.

## Sikerei, díjai
Canon Yaoundé
- Kameruni bajnok (3): 1980
- CAF-bajnokok ligája (2): 1980

Kamerun
- Afrikai nemzetek kupája (1): 1984